# Leonor Buendía Eisman
Leonor Buendía Eisman es una profesora española.
Nacimiento  Ibros ( Jaén)

## Biografía
Obtuvo el título de maestra de enseñanza primaria en 1966 por la Universidad de Jaén y el de licenciada en Filosofía y Ciencias de la Educación en 1973 por la Universidad de Valencia, donde también se doctoró en 1983 gracias a la tesis Situación educativa en la provincia de Jaén. Rendimiento y progreso académico. Alternativa operativa. En 1978 se incorporó como profesora a la Universidad de Jaén y en 1985 obtuvo la plaza de profesora adjunta en el Departamento de Pedagogía de la Universidad de Granada. Finalmente, en 1993, obtuvo la Cátedra de Métodos de Investigación y Diagnóstico en Educación en el mismo departamento.
Entre los cargos que ha ejercido están el de directora del Departamento de Métodos de Investigación y Diagnóstico en Educación, responsable del grupo de investigación Innovación y Mejora de la Educación en Andalucía, coordinadora del programa de doctorado Intervención en Pedagogía y Psicopedagogía y del máster Intervención Psicopedagógica, y presidenta de la Asociación Interuniversitaria de Investigación Pedagógica (AIDIPE).
Sus líneas de investigación se centran en valores interculturales, ciudadanía y educación, evaluación de cursos de formación continua y ocupacional, y evaluación y enseñanza de estrategias de aprendizaje.